# Komödianten (1925)
Komödianten ist ein 1924 gedrehter deutscher Stummfilm von Karl Grune mit Lya de Putti und Eugen Klöpfer in den Hauptrollen.

## Handlung
Axel Swinborne ist ein gefeierter Bühnenstar. Obwohl sehr gefragt, will er sich nun erst einmal erholen und fährt mit dem Zug in den Urlaub. Er lehnt sich bei voller Fahrt aus dem Fenster heraus, da geschieht ein folgenschweres Malheur: sein Jackett verheddert sich am Fensterhebel derart unglücklich, dass ihn die Sogkraft aus dem Fenster herausschleudert. Als der verletzte Künstler aufgefunden wird, vermutet man sogleich einen Suizidversuch. Man verfrachtet Swinborne in einen Gasthof. Dort wird er von der jungen Lydia gesund gepflegt. Lydia ist aus seinem Fach, doch weitaus unbekannter. Als Amateurin tingelt sie mit einer Laienspielschar von Ort zu Ort. Das Publikum ist dementsprechend: Prollig, auf Radau getrimmt, und gern werden die Männer auch handgreiflich. Mal bewirft man die Amateurtruppe mit faulen Eiern, mal werden die angetrunkenen Männer unter den Zuschauern übergriffig und tatschen Lydia überall dort an, wo deren schmierige Finger eigentlich nichts zu suchen haben. In diesen Momenten verwandeln sich aus Lydias Blickwinkel die Männer tatsächlich in Schweine mit entsprechenden Schweinskopfmasken.
Swinborne, von seinem kuriosen Fensterfall noch ein wenig derangiert, begreift erst am Tag darauf, dass er als Komödiant sich unter weiteren Komödianten befindet. Als der dicke Leiter der Amateurtruppe Swinborne erkennt und sich im Klaren ist, wen er vor sich hat, kommt er sogleich auf eine famose Idee. Wie wär‘s, wenn man mit dem Namen des berühmten Swinborne Werbung für die eigene Unternehmung machen und daraus sogleich Profit schlagen würde? Aus Dankbarkeit zeigt sich Axel sogar bereit, den begeisterten Amateuren unter die Arme zu greifen und willigt ein, beim nächsten Stück mitzuwirken. Swinborne findet, dass Lydia durchaus Talent hat und bietet ihr an, alles zu tun, dass sie, diesmal aber auf sehr viel professionellerer Basis, als Theaterkünstlerin groß herauskommt. Mit dem Direktor des Schmierentheaters handelt Axel eine „Ablösesumme“ aus.
Einige Zeit später: Lydia hat es tatsächlich geschafft und ist eine bekannte Bühnenmimin geworden. Sie wird von einem veritablen Prinzen hofiert, der regelmäßig zu ihren Vorstellungen kommt. Auch Swinborne fühlt sich ihr über das rein Professionelle hinaus sehr nah, er möchte unbedingt, dass Lydia seine Frau wird und macht ihr, obwohl deutlich älter als sie, einen Heiratsantrag. Lydia sagt zwar „ja“, jedoch nur, um dadurch ihrem Mentor Dankbarkeit zu zeigen. Der Prinz ist jedoch nicht bereit, so schnell aufzugeben und diese Konkurrenz widerspruchslos hinzunehmen. Er reagiert eifersüchtig. Als sich die drei Protagonisten einmal gemeinsam treffen, fällt Swinbornes Monokel unter den Tisch. Der Prinz und Lydia tauchen zwecks Suche ab und nutzen die Gelegenheit, sich unter dem Tisch heimlich zu küssen. Als Swinborne mal wieder per Zug auf dem Weg zu einem Auftritt ist, erkennt er mittels Fernglas Lydia und den Prinzen auf dem Balkon seines Hauses turteln. Nun dämmert es ihm, dass seine Frau offensichtlich fremd geht. Sofort zieht Axel die Notbremse, eilt zurück und ertappt die beiden in flagranti. Der alternde Künstler ballt seine Fäuste, denn er kocht vor Wut und Eifersucht. Aber noch geschieht nichts.
Einige Tage darauf tauscht Swinborne, der betrogene Ehemann, bei der nächsten Theatervorstellung die Platzpatronen eines für das Stück benötigten Revolvers gegen echte Munition aus. Vor seinem Auftritt bekreuzigt er sich, spricht seinen Rollentext („Du wirst deinen Verrat mit deinem Leben bezahlen“) und schießt auf die Szenenpartnerin, seine Frau Lydia. Sie wird zwar nur leicht verletzt, doch Swinborne muss seine Eifersuchtstat mit einem Gefängnisaufenthalt bezahlen. Lydia hat ein schlechtes Gewissen, ahnt sie doch, dass Axels Kurzschlussreaktion mit ihrem Techtelmechtel mit dem Prinzen zusammenhängt. Sie bittet ihren Geliebten, Swinborne im Gefängnis zu besuchen. Der Adelige erscheint, doch Swinborne weigert sich, mit diesem auch nur ein Wort zu wechseln.
Bis zu Swinbornes Entlassung vergeht erneut einige Zeit. Der alte Künstler hat seine Tat bereut, die Zeit hinter Gittern hat ihn auch optisch schwer gezeichnet. Der Prinz und die nunmehr geschiedene Lydia sind miteinander verheiratet. Als Hochzeitsgeschenk hat der Prinz Lydia eine lebensgroße Statue ihrer selbst in der Kostümierungen einer ihrer Theaterrollen überreicht. Sie wird in einem Park enthüllt. Eines Tages machen auch Lydias alte Kollegen aus der Theatertruppe in ihrer Stadt halt. Swinborne schließt sich ihnen an, doch wie in Murnaus Letzten Mann ist auch Swinbornes Abstieg unübersehbar: jetzt darf der einst gefeierte Mime nur noch Eintrittskarten für die Vorstellungen verkaufen. Als Axel Swinborne durch den Park spaziert, macht er kurz vor der Skulptur Lydias halt. In seiner Imagination erwacht sie zum Leben, und wieder steht er mit ihr auf der Bühne. Und das Publikum applaudiert.

## Produktionsnotizen
Komödianten, ein weitgehend unbekannt gebliebenes Nebenwerk Grunes, passierte die Zensur am 2. Dezember 1924 und wurde am 23. Februar 1925 im Berliner Mozartsaal uraufgeführt. Die Länge des Films betrug 2202 Meter.
Die Bauentwürfe stammen von Karl Görge und wurden von Erich Zander ausgeführt. Ali Hubert zeichnete für die Kostümentwürfe verantwortlich.
Eugen Klöpfer stand schon zuvor in mehreren anderen Grune-Inszenierungen vor der Kamera, darunter Die Nacht ohne Morgen,  Der Graf von Charolais, Schlagende Wetter und Die Straße.

## Kritiken
Die Fachzeitschrift Der Kinematograph befand Grunes Inszenierung als zu wenig ambitioniert und bemängelte darüber hinaus, dass es sich bei dem Inhalt um eine „Schmierengeschichte“ handle.

„Vorerst sei die hoch anzuschlagende Leistung des Regisseurs erwähnt, welcher in seinen Intentionen durch ein wohlabgestimmtes Ensemble sichtlich unterstützt wurde. Auch das Sujet ist nach altem wirksamen Rezept und durchaus packend gearbeitet. Aufmachung und Photographie stehen auf beachtenswerter Höhe.“